# 特務大臨演
《特務大臨演》（英語：Grimsby，在美國記作）是一部2016年英國和美國間諜片，由路易斯·賴托瑞執導，而身兼主演和監製的薩夏·拜倫·柯恩、菲爾·約翰斯頓和彼得·貝納姆負責編劇。電影主演除了拜倫·柯恩外，還包括馬克·史壯、瑞貝爾·威爾森、艾拉·費雪、安娜貝爾·瓦莉絲、潘妮洛普·克魯茲與伊恩·麥克夏恩。哥倫比亞影業將本片排定2016年2月24日和2016年3月11日分別在英國、美國上映。

## 劇情
故事敘述一名脫線的英國足球流氓被迫與他疏遠的軍情六處特務兄弟出任務，阻止恐怖份子對世界的威脅。

## 演员
- 薩夏·拜倫·柯恩飾演諾曼·「諾比」·格里姆斯比（Norman "Nobby" Grimsby）
- 馬克·史壯飾演賽巴斯汀·格里姆斯比探員（Agent Sebastian Grimsby）
- 艾拉·費雪飾演茱蒂·菲格斯（Jodie Figgs）
- 瑞貝爾·威爾森飾演道恩·格羅布厄姆（Dawn Grobham）
- 潘妮洛普·克魯茲飾演蘭達·喬治（Rhonda George）
- 安娜貝爾·瓦莉絲飾演瑪麗安·史密特（Marianne Smit）
- 伊恩·麥克夏恩飾演軍情六處負責人
- 蓋布瑞·西迪貝飾演芭努（Banu）
- 大衛·海爾伍德（英语：David Harewood）飾演布萊克·蓋雷斯（Black Gareth）
- 強尼·維加斯飾演米爾基·皮姆（Milky Pimms）
- 史考特·艾金斯飾演盧卡申科（Lukashenko）
- 塔姆辛·艾格登飾演卡拉（Carla）

## 發行
2014年2月13日，電影的發行權從派拉蒙影業改由哥倫比亞影業負責，並宣布於2015年7月31日上映。2015年1月21日，上映日改至2016年2月26日。後來，上映日定為2016年3月4日。
臺灣原定2016年5月13日上映，但在上映前一週徹檔。

## 迴響

### 評價
《特務大臨演》獲得了負面居多的評價。爛番茄評級37%，Metacritic得分44，代表「普遍不佳」，IMDB得6.2分。據CinemaScore調查，觀眾從A+至F之間給了「B+」的評價。

### 票房
美國首週末票房僅330萬，位居當週第八，口碑不佳。首週末成績出爐後，被許多家媒體認為是票房炸彈。

## 外部連結
- 互联网电影数据库（IMDb）上《特務大臨演》的资料（英文）
- Metacritic上《特務大臨演》的資料（英文）
- Box Office Mojo上《特務大臨演》的資料（英文）